# Wehr (Baden)
Wehr ist eine Stadt im Süden von Baden-Württemberg im Landkreis Waldshut; sie besteht aus den Stadtteilen Öflingen und Wehr.

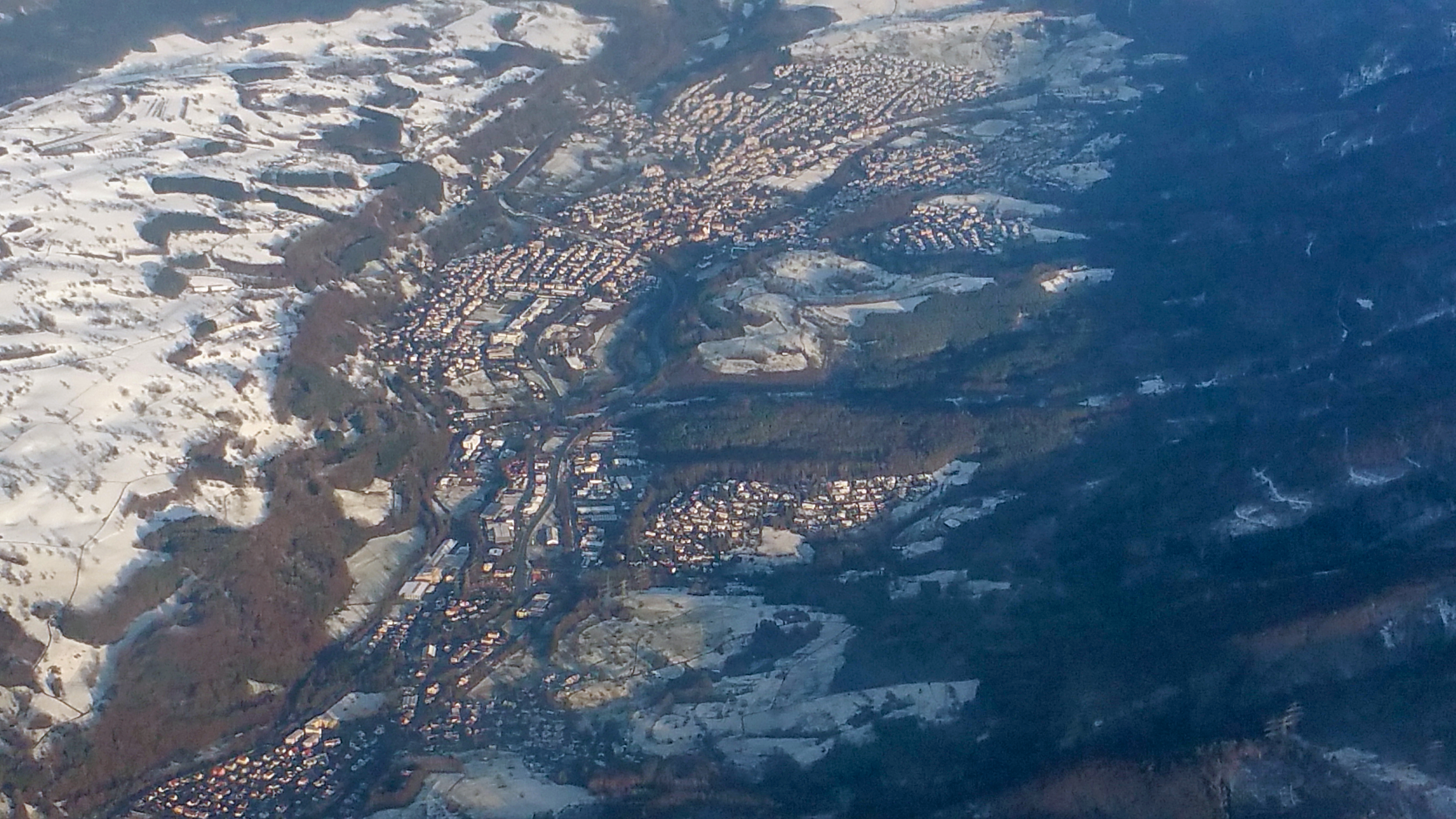
Wehr (Baden) auf einer Luftaufnahme vom 31. Januar 2015

## Geographie

### Geographische Lage
Wehr liegt mit seinem südlichen Gemeindeteil (Brennet) unmittelbar am Hochrhein, während der namensgebende Kernort etwa fünf bis sechs Kilometer nördlich des Hochrheins an dessen rechtem Nebenfluss Wehra liegt. Nördlich und östlich von Wehr erhebt sich der südlichste Teil des Schwarzwalds. Westlich von Wehr beginnt der Dinkelberg. Das Siedlungsgebiet erstreckt sich vom Kernort, der unmittelbar am Austritt der Wehra aus dem Schwarzwald liegt, südwärts, entlang der unteren Wehra, über Öflingen nach Brennet am Rhein, welcher hier die Grenze zur Schweiz bildet.
Wehr ist westwärts über die Eichener Höhe mit Schopfheim und südwärts mit Bad Säckingen verbunden. Nordostwärts wehraaufwärts gelangt man zum Wehrastausee und weiter durch das hier tief eingeschnittene und wilde Wehratal nach Todtmoos.
In Brennet hat Wehr Anschluss an die Bahnstrecke und die parallele B 34 von Basel nach Singen.

### Nachbargemeinden
Nachbargemeinden von Wehr sind Hasel und Schopfheim im Norden, Herrischried im Nordosten, Rickenbach im Osten, Bad Säckingen im Südosten, Wallbach (Schweiz) im Süden, Möhlin (Schweiz) im Südwesten, Schwörstadt im Westen sowie nochmals Schopfheim im Nordwesten.

### Stadtgliederung

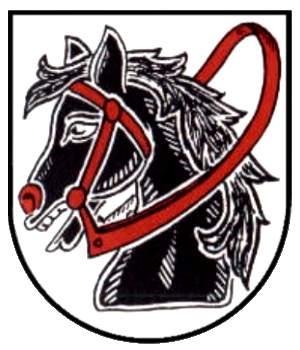
Wappen von Öflingen

Die beiden Stadtteile Öflingen (offiziell Wehr-Öflingen) und Wehr sind räumlich identisch mit den früheren Gemeinden gleichen Namens. Sie bilden Wohnbezirke im Sinne der Unechten Teilortswahl nach der baden-württembergischen Gemeindeordnung.
Zum Stadtteil Öflingen gehören Öflingen (Ober- und Mitteldorf), der Gemeindeteil Brennet und der Weiler Günnenbach. Zum Stadtteil Wehr gehören die Stadt Wehr, das Gehöft Meierhof und die Häuser Auf Steig, Hemmet, Im Juch, Kreuzmatt und Ochsenmatt.
Im Stadtteil Öflingen liegen die Wüstungen Wyhler und Obere Wyhler. In Wehr aufgegangen sind die Ortschaften Enkendorf und Flienken, des Weiteren liegen die Burgruine Bärenfels oder Steinegg sowie die Wüstung Steinegghöfe im Stadtteil Wehr.

### Geologie
Wehr liegt am Ostrand der Schopfheimer Bucht, einer südlichen Vorbergzone des Schwarzwaldes, in der Schichten des Deckgebirges, die auf den Höhen des Südschwarzwaldes weitgehend der Abtragung anheimgefallen sind, sich in geschützter Tieflage erhalten haben. Die Ostbegrenzung dieser Bucht gegen den Grundgebirgsschwarzwald bildet die Bruchzone von Wehr (weiter nördlich das Bruchschollenfeld von Hasel). Eine ganze Schar von N-S streichenden Verwerfungen zeugt hier von der tektonischen Beanspruchung des Gebietes beim verstärkten Aufsteigen des Schwarzwaldes ab dem Pliozän. Durch diese Verwerfungen wurden am Fuße des Hotzenwaldes unterschiedlich alte Schichten vom Muschelkalk bis zum Mitteljura in mehr oder weniger schmalen N-S-Tranchen nebeneinander gesetzt. Am Hotzenwaldhang stoßen die bereits im Erdaltertum abgelagerten Schichten des Rotliegenden (Weitenau-Formation) einerseits an Muschelkalk, Keuper und Unterjura, andererseits an den Gneisanatexit des Grundgebirges. (An der L 155: Waldacker = Jura, Reiflingsmatt/Roter Rain = Rotliegendes, Haarnadelkurve bei der Beckenmatt = Gneisanatexit). Verwerfungen, die beim nordöstlichen Ortsausgang das Wehratal queren, schaffen dort die Abgrenzung zum Grundgebirge, in das sich die Wehra schluchtartig eingeschnitten hat.
Der westliche Teil der Gemarkung greift auf das Muschelkalkplateau des Dinkelbergs über. Die hier dominierenden Platten und Bänke des Oberen Muschelkalks sind stark verkarstet. Dolinen und Trockentäler beherrschen das Landschaftsbild, dauerhafte Fließgewässer fehlen. Die Deponie Lachengraben wurde in undurchlässigen Keupertonen angelegt, die hier dem Oberen Muschelkalk auflagern.
In der Niederung zwischen Dinkelberg und Hotzenwald bildet im Stadtgebiet und weiter bis Öflingen der Mittlere Muschelkalk den Untergrund. Auf ihm haben Wehra und Hasel in der letzten Kaltzeit Schottermassen deponiert, die sie nacheiszeitlich zum Teil wieder ausgeräumt haben, so ihre jetzigen Talauen schaffend. Das ganze Gelände zwischen Haselbach und Wehra ist von diesen Niederterrassenschottern bedeckt – von der Großen Zelg bis zur Haselmündung. Diese bilden auch die kleinen Talebenen östlich der Wehra. Stark verwitterte Schotter aus der vorletzten Kaltzeit haben sich auf der Anhöhe um den Öflinger Friedhof bis zur Günnenbacher Straße erhalten (Rheingletscher-Hochterrasse). Noch ältere Hochrheinschotter liegen auf dem Humbel und auf dem Öflinger Waldmattboden.
Der östliche Gemarkungsteil der Stadt liegt im Grundgebirge. Die oberen Hangpartien des Hotzenwaldabfalls bestehen aus Murgtal-Gneisanatexit. Dieser rahmt den Albtalgranit (um Hütten, Bergalingen, Jungholz), einen von der Abtragung freigelegten Pluton, der in die Gneismasse aufgedrungen ist. Die Wehra passiert auf Wehrer Gemarkung ganz unterschiedliches Kristallin. Neben dem Albtalgranit ist dies die Wehra-Wiese-Formation, ein sehr inhomogener Gesteinskomplex aus Gneisen, gneisähnlichen und granitischen Gesteinen.
Im Süden erreicht die Gemarkung das Hochrheinufer. Die Wehra hat hier die Rheingletscher-Niederterrassenschotter durchschnitten und mündet in anthropogen verändertem Gelände in den Strom. Am Nordhang des Duttenbergs lagert Mischmoräne mit alpinen und Schwarzwaldgeröllen, was das Zusammenfließen von Alpenvorlandeis und Schwarzwaldeis zur Zeit der größten Vereisung (Riss-Eiszeit) dokumentieren könnte.

## Geschichte
Wehr wurde 1092 erstmals urkundlich erwähnt, als ein Adeliger namens Adelgoz de Werra in einer Zeugenreihe anlässlich an einer Schenkung an das Kloster Allerheiligen genannt wurde. 1363 erhielt der Ort das Marktrecht. Vor der vorderösterreichischen Herrschaft war Wehr im Besitz der Schönauer, die neben den Burgen Steinegg und Werrach die zwei Schlösser gebaut haben, in denen zurzeit das Rathaus ist.
Seit dem 13. Jahrhundert bis 1805 gehörte Wehr zu Vorderösterreich, die längste Zeit mit den Herren von Schönau als Grundherren, und kam dann zum Großherzogtum Baden, das mit dem Ende der Monarchie 1918 zur Republik Baden als Land der Weimarer Republik wurde.
Bereits im Mittelalter gab es eine hochentwickelte Eisenproduktion, die bis ins 19. Jahrhundert betrieben wurde. Grundlagen dafür waren Holzkohle aus dem Schwarzwald und Wasserkraft, die im Wehratal reichlich vorhanden war. Die Erze stammten aus dem benachbarten, linksrheinischen Fricktal. Später siedelte sich Textilindustrie an.
Im Zweiten Weltkrieg wurde der Hauptsitz der deutschen Tochtergesellschaft des Basler Chemieunternehmens Ciba von Berlin nach Wehr verlegt. Nach der Fusion zur Novartis wurde die Deutschlandzentrale nach Nürnberg verlegt, doch blieb das Unternehmen dem Standort Wehr bis heute treu.
Westlich der Ortschaften Wehr und Öflingen wurde zwischen 1790 und dem frühen zwanzigsten Jahrhundert am Ostrand des Dinkelbergs Gips abgebaut, daneben bestanden auch zwei Gipsmühlen. Im Bereich der Bergbaugruben wird vor Hangbewegungen, Senken und Einbrüchen gewarnt.

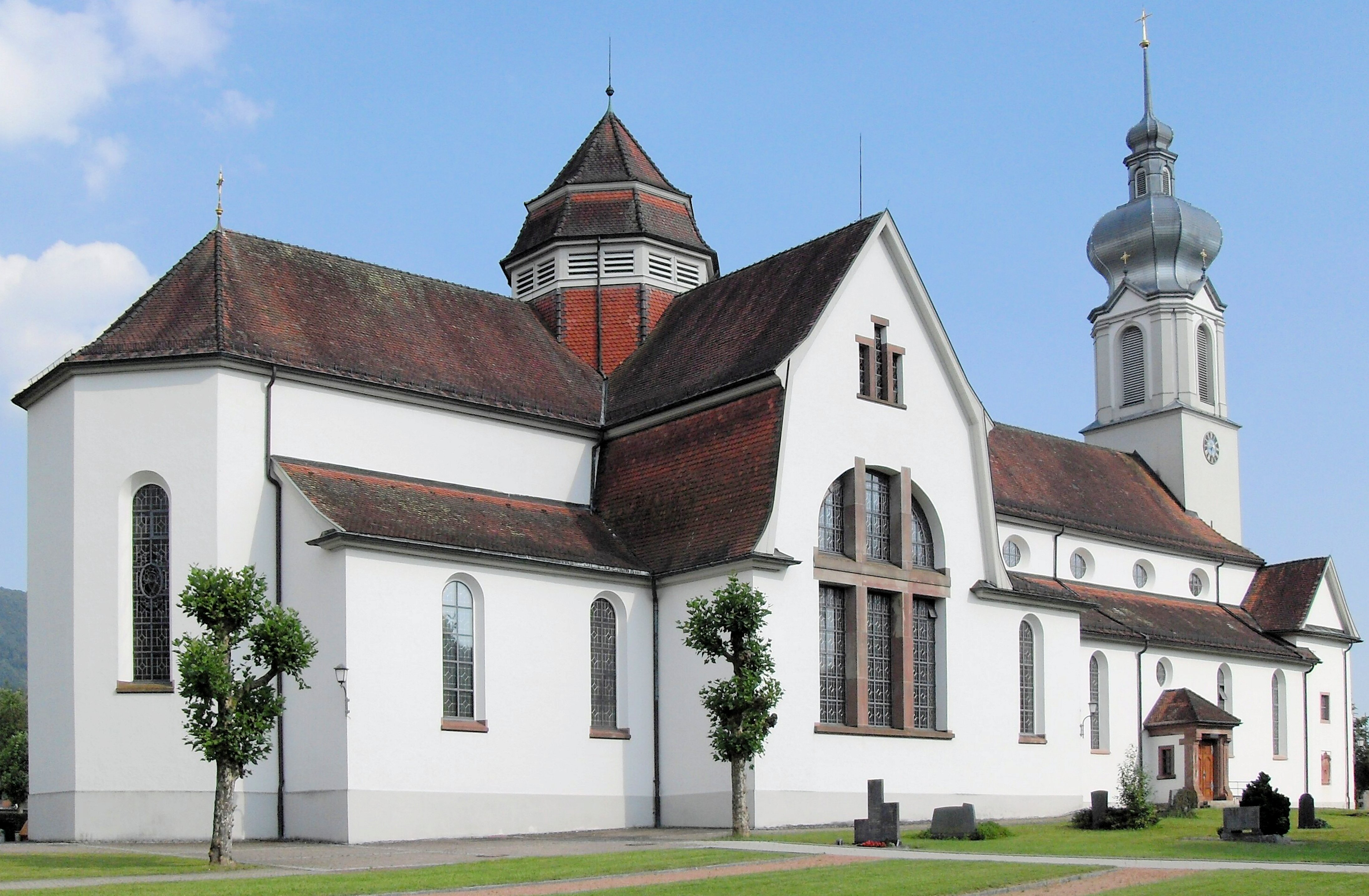
Katholische Kirche St. Martin, 1911 mit zwei Seitenaltäre von der Firma Moroder ausgestattet

1950 erhielt Wehr das Stadtrecht. Die bis dahin selbständige Gemeinde Öflingen wurde am 1. Januar 1972 im Zuge der Gebietsreform eingegliedert.
1997 fanden in Wehr und dem benachbarten Bad Säckingen die Heimattage Baden-Württemberg statt.

## Religion
- Evangelische Gemeinden in Wehr und Öflingen
- Katholische Pfarreien St. Martin in Wehr und der neugotischen Kirche St. Ulrich in Öflingen
- Neuapostolische Kirche in Wehr

## Politik

### Gemeinderat
Der Gemeinderat in Wehr besteht aus den 18 gewählten ehrenamtlichen Gemeinderäten und dem Bürgermeister als Vorsitzendem. Der Bürgermeister ist im Gemeinderat stimmberechtigt.
Die Kommunalwahl am 9. Juni 2024 führte zu folgendem Endergebnis.
| Parteien und Wählergemeinschaften | Parteien und Wählergemeinschaften           | % 2024  | Sitze 2024 | % 2019 | Sitze 2019 | Kommunalwahl 2024 %403020100 30,65 %21,45 %14,61 %14,23 %10,74 %8,32 % CDUFWSPDGrüneAfDFDPGewinne und Verlusteim Vergleich zu 2019 %p 12 10 8 6 4 2 0 −2 −4 −6−1,25 %p−5,35 %p−0,89 %p−2,67 %p+10,74 %p−0,48 %pCDUFWSPDGrüneAfDFDP |
| CDU                               | Christlich Demokratische Union Deutschlands | 30,65   | 5          | 31,9   | 5          | Kommunalwahl 2024 %403020100 30,65 %21,45 %14,61 %14,23 %10,74 %8,32 % CDUFWSPDGrüneAfDFDPGewinne und Verlusteim Vergleich zu 2019 %p 12 10 8 6 4 2 0 −2 −4 −6−1,25 %p−5,35 %p−0,89 %p−2,67 %p+10,74 %p−0,48 %pCDUFWSPDGrüneAfDFDP |
| FW                                | Freie Wähler                                | 21,45   | 4          | 26,8   | 5          | Kommunalwahl 2024 %403020100 30,65 %21,45 %14,61 %14,23 %10,74 %8,32 % CDUFWSPDGrüneAfDFDPGewinne und Verlusteim Vergleich zu 2019 %p 12 10 8 6 4 2 0 −2 −4 −6−1,25 %p−5,35 %p−0,89 %p−2,67 %p+10,74 %p−0,48 %pCDUFWSPDGrüneAfDFDP |
| SPD                               | Sozialdemokratische Partei Deutschlands     | 14,61   | 3          | 15,5   | 3          | Kommunalwahl 2024 %403020100 30,65 %21,45 %14,61 %14,23 %10,74 %8,32 % CDUFWSPDGrüneAfDFDPGewinne und Verlusteim Vergleich zu 2019 %p 12 10 8 6 4 2 0 −2 −4 −6−1,25 %p−5,35 %p−0,89 %p−2,67 %p+10,74 %p−0,48 %pCDUFWSPDGrüneAfDFDP |
| GRÜNE                             | Bündnis 90/Die Grünen                       | 14,23   | 3          | 16,9   | 3          | Kommunalwahl 2024 %403020100 30,65 %21,45 %14,61 %14,23 %10,74 %8,32 % CDUFWSPDGrüneAfDFDPGewinne und Verlusteim Vergleich zu 2019 %p 12 10 8 6 4 2 0 −2 −4 −6−1,25 %p−5,35 %p−0,89 %p−2,67 %p+10,74 %p−0,48 %pCDUFWSPDGrüneAfDFDP |
| AfD                               | Alternative für Deutschland                 | 10,74   | 2          | –      | –          | Kommunalwahl 2024 %403020100 30,65 %21,45 %14,61 %14,23 %10,74 %8,32 % CDUFWSPDGrüneAfDFDPGewinne und Verlusteim Vergleich zu 2019 %p 12 10 8 6 4 2 0 −2 −4 −6−1,25 %p−5,35 %p−0,89 %p−2,67 %p+10,74 %p−0,48 %pCDUFWSPDGrüneAfDFDP |
| FDP                               | Freie Demokratische Partei                  | 8,32    | 1          | 8,8    | 2          | Kommunalwahl 2024 %403020100 30,65 %21,45 %14,61 %14,23 %10,74 %8,32 % CDUFWSPDGrüneAfDFDPGewinne und Verlusteim Vergleich zu 2019 %p 12 10 8 6 4 2 0 −2 −4 −6−1,25 %p−5,35 %p−0,89 %p−2,67 %p+10,74 %p−0,48 %pCDUFWSPDGrüneAfDFDP |
| gesamt                            | gesamt                                      | 100,0   | 18         | 100,0  | 18         | Kommunalwahl 2024 %403020100 30,65 %21,45 %14,61 %14,23 %10,74 %8,32 % CDUFWSPDGrüneAfDFDPGewinne und Verlusteim Vergleich zu 2019 %p 12 10 8 6 4 2 0 −2 −4 −6−1,25 %p−5,35 %p−0,89 %p−2,67 %p+10,74 %p−0,48 %pCDUFWSPDGrüneAfDFDP |
| Wahlbeteiligung                   | Wahlbeteiligung                             | 55,11 % | 55,11 %    | 50,2 % | 50,2 %     | Kommunalwahl 2024 %403020100 30,65 %21,45 %14,61 %14,23 %10,74 %8,32 % CDUFWSPDGrüneAfDFDPGewinne und Verlusteim Vergleich zu 2019 %p 12 10 8 6 4 2 0 −2 −4 −6−1,25 %p−5,35 %p−0,89 %p−2,67 %p+10,74 %p−0,48 %pCDUFWSPDGrüneAfDFDP |

### Bürgermeister
Bürgermeister ist seit dem 8. April 2002 Michael Thater (parteilos). Er wurde am 28. Februar 2010 mit 97,61 % der gültigen Stimmen wiedergewählt. Bei der Bürgermeisterwahl 2018 der Stadt Wehr erhielt Michael Thater mit 74 Prozent der gültigen Wählerstimmen das Wählervotum für eine dritte Amtszeit als Wehrer Bürgermeister.
Thater ist staatlich geprüfter Landwirt mit anschließendem Studium der Agrarwissenschaften an der Universität Hohenheim. In den Jahren 1991 bis 2002 arbeitete Michael Thater in der Landesverwaltung Baden-Württemberg, unter anderem in den Landratsämtern Waldshut und Lörrach sowie im Regierungspräsidium Freiburg und im Ministerium für Umwelt und Verkehr in Stuttgart.

### Wappen
Die Blasonierung des Wappens lautet: „In Silber ein blauer Wellenbalken, auf dessen oberem Rand stehend vier grüne Laubbäume, auf dessen unterem Rand stehend vier silberne Laubbäume.“

### Städtepartnerschaften
Wehr unterhält partnerschaftliche Beziehungen zu
- Bandol in Frankreich seit 1967 (Verschwisterung)
- Nettuno in Italien seit 2007 (Freundschaftsvertrag)
- Onex in der Schweiz seit 2007 (Freundschaftsvertrag).

## Kultur und Sehenswürdigkeiten

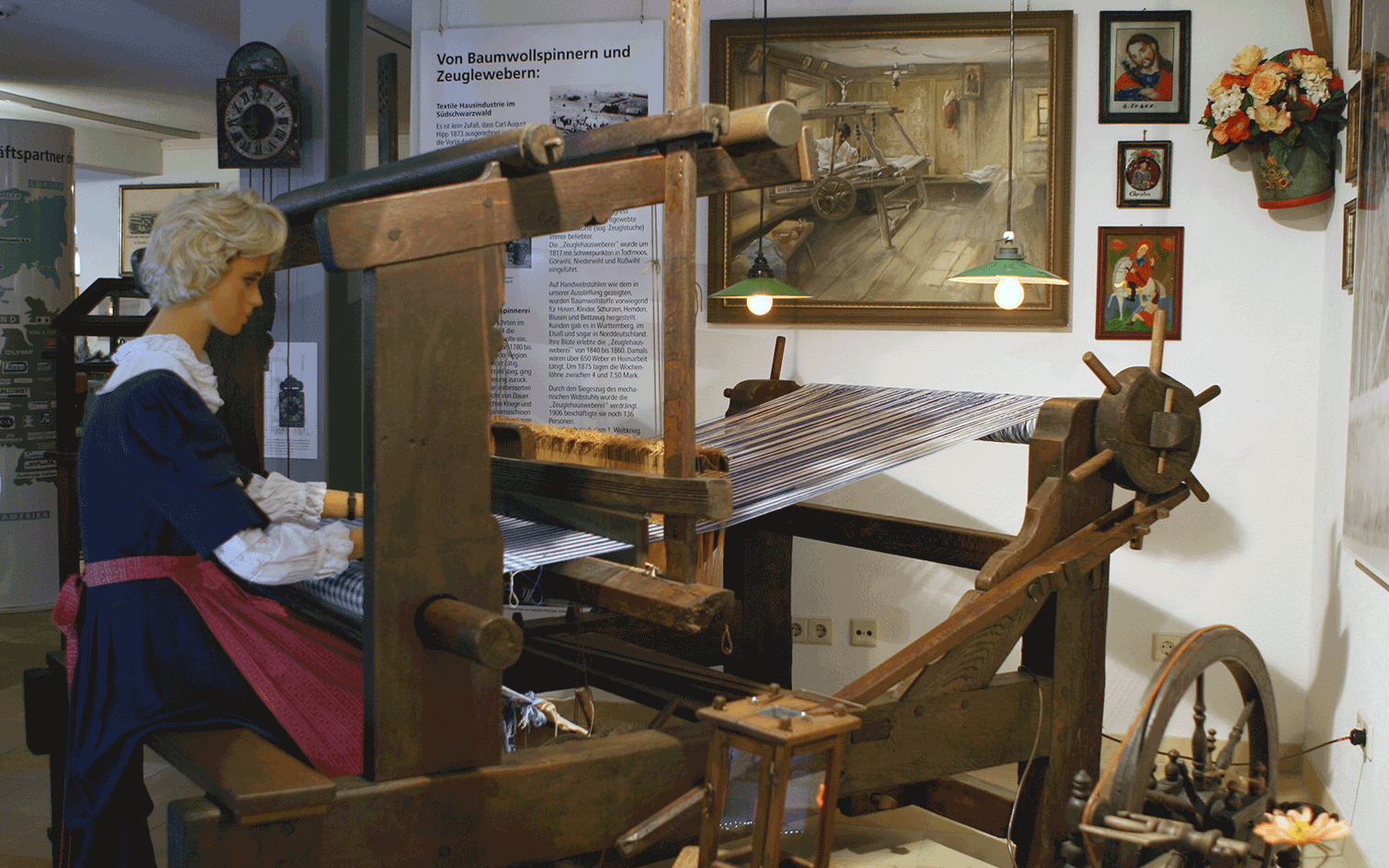
Webstuhl im Textilmuseum

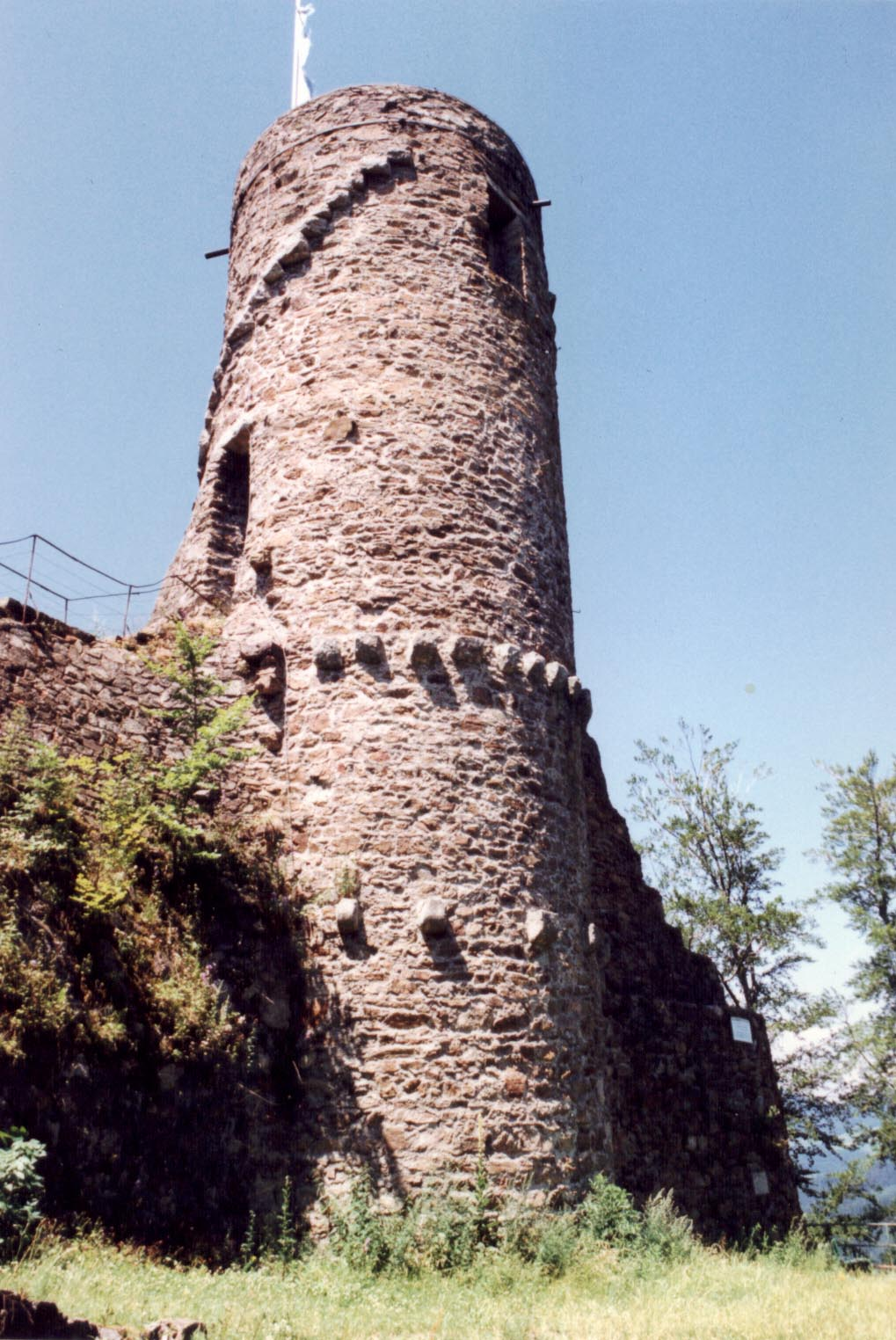
Burg Bärenfels

Neben dem Stadtkern ist die reizvolle Umgebung empfehlenswert. Besonders beeindruckend ist eine Fahrt nach Todtmoos durch die Wehratalschlucht, die besonders eng und tief ist. Die Stadt ist im Sommer besonders für Wanderungen im Schwarzwald (zum Beispiel lohnt ein Ausflug in den Hochschwarzwald oder ins Wehratal und eine Besichtigung des Kavernenkraftwerks am Wehrastausee) und für Tagesausflüge in die Schweiz interessant. Im Winter ergeben sich interessante Wintersportmöglichkeiten. Einerseits sind die Skipisten des Hochschwarzwald in 30 Minuten mit dem Auto, andererseits sind in 60 Minuten Autofahrt die ersten alpinen Skigebiete der Schweiz erreichbar. Alle zwei Jahre findet das bekannte Laubenfest statt. Der Veranstalter sind die Stadtmusik und der Männerchor. Im Zentrum von Wehr befindet sich das Textilmuseum der Brennet AG. Wehr ist Tor zum Naturpark Südschwarzwald und Schlussort des Schluchtensteigs. Außerdem führt der Wehratal-Erlebnispfad durch Wehr.

### Ausflugsziele
- Der Brenneter Irisgarten mit Irisblüte von Mitte April bis Anfang Juni umfasst mehrere hundert Sorten. Ein kleiner Schaugarten befindet sich am Bahnhof Wehr-Brennet.

### Bauwerke
- Die Stadt besitzt mehrere Burgen/Schlösschen: die Burgruine Bärenfels (durch den Kauf der Herren von Bärenfels umbenannt), die Burgruine Werrach und die beiden schönauischen Schlösser, Altes Schloss Wehr und Neues Schloss Wehr.

Sehenswert auch das Pfarrhaus, erbaut 1757 von Franz Anton Bagnato.
- Im Stadtteil Öflingen stand eines der ersten Pumpspeicherkraftwerke Deutschlands (erbaut 1921–1924; 1932 stillgelegt). Es wurde von der Firma MBB (Mechanische Buntweberei Brennet, heute Brennet AG) gebaut und solange betrieben, bis der Stausee undicht wurde und komplett auslief.

### Sport
Alljährlich seit 1990 wird in Wehr der 10,2 km lange Wehratallauf ausgetragen. Veranstalter sind die Lauffreunde Wehratal.
Der Fußballverein FC Wehr 1912 spielt aktuell in der Bezirksliga Hochrhein, die SpVgg Wehr in der Kreisliga B Hochrhein / Staffel 2.
Die Wurftaubenschützen Hochrhein Wehr sind die erfolgreichsten Wurfscheibenschützen in der Disziplin Trap im südbadischen Raum.

## Wirtschaft und Infrastruktur

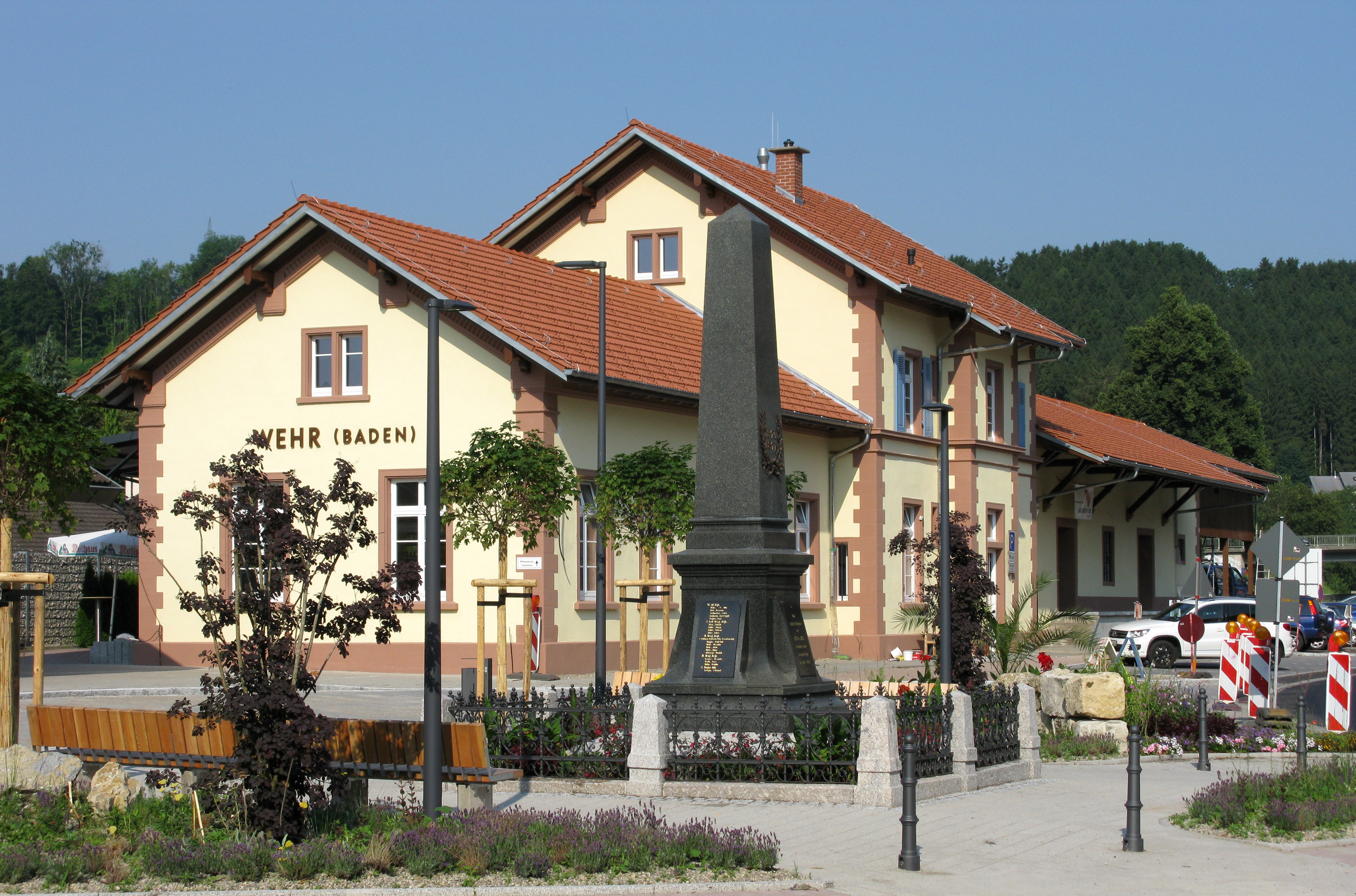
Stillgelegter Bahnhof Wehr

### Verkehr

#### Bahnverkehr
Der Ortsteil Öflingen besitzt (mit Öflingen-Brennet zusammen) drei Bahnhöfe, von denen seit 1971 nur noch der Bahnhof „Brennet-Rheintal“ (heute „Wehr-Brennet“) in Betrieb ist. Die Bahnhöfe „Brennet-Wehratal“ und „Öflingen“ gehören zur stillgelegten Wehratal-Bahnstrecke, die eine Querverbindung der Rheintalstrecke von Basel nach Singen (Hohentwiel) und der Wiesentalbahn von Basel Richtung Zell im Wiesental schuf.

#### Radverkehr
Durch Alltagsrouten aus dem Radnetz Baden-Württemberg ist Wehr 
- über die Stadtteile Öflingen und Brennet (Gewerbegebiet) und über Schwörstadt mit Rheinfelden (Baden),
- hinter Öflingen abzweigend über den Stadtteil Brennet (Ortsmitte) mit Bad Säckingen und
- über Hasel mit Schopfheim verbunden.

Durch den Ortsteil Brennet verlaufen die folgenden Landes-Radfernwege: 
- Der baden-württembergische Rheinradweg von Konstanz bis Mannheim ist Teil des Rheinradwegs, der von der Quelle des Rheins am Oberalppass im Schweizer Kanton Graubünden bis zur Mündung bei Rotterdam führt. Er verläuft von Bad Säckingen kommend über Brennet Richtung Rheinfelden. Er ist am Hochrhein ausgewiesen als Eurovelo-Route 6 (Atlantik - Schwarzes Meer) und 15 (Rheinradweg)[19] und als D-Routen 6 (Donauroute) und 8 (Rhein-Route)[20].
- Der Südschwarzwald-Radweg führt auf derselben Trasse durch Brennet. Er führt als Rundweg von Hinterzarten über Waldshut-Tiengen, Basel und Freiburg rund um den Naturpark Südschwarzwald.

#### Fernstraßen
Westlich an Wehr verläuft die Bundesstraße 518, die westwärts über die Eichener Höhe nach Schopfheim führt. Südlich führt die B 518 nach Schwörstadt, wo es über die B 34 ostwärts weiter nach Bad Säckingen geht.

### Mediathek
Die Mediathek ist die öffentliche Bibliothek der Stadt Wehr. In dem Bestand der Mediathek findet man eine umfangreiche Auswahl von Kinder-, Jugend-, Sachbüchern, Romanen und Zeitschriften. Die Mediathek legt besonders Wert auf ihre Sammlung audiovisueller Medien wie CDs, CD-ROMs, MCs, Videos und DVDs. Zusätzlich stehen vier Internet-Arbeitsplätze zur Verfügung. Fernleihen sind möglich.

### Bildungseinrichtungen

#### Grundschulen
- Talschule – Grundschule im Stadtzentrum
- Grundschule Zelgschule – Grundschule im Wohngebiet Zelg
- Grundschule Öflingen – Grundschule im Ortsteil Öflingen

#### Gemeinschaftsschule Wehr
Die Gemeinschaftsschule Wehr ist 2014 aus dem Zusammenschluss der Zelgschule (Grund- und Werkrealschule auf dem Zelg-Campus mit Grundschule im Stadtteil Öflingen) und der Walther-von-Klingen-Realschule entstanden. Aktuell können an der Gemeinschaftsschule Wehr zwei Schulabschlüsse absolviert werden: der Hauptschulabschluss und der Realschulabschluss (Mittlerer Bildungsabschluss).

#### Volkshochschule Wehr
Seit 2019 betreibt die Stadt Wehr eine Volkshochschule.

## Persönlichkeiten
- Walther von Klingen († 1284), Minnesänger
- Benjamin Muchenberger (1823–1876), Glockengießer
- Georg van Eyck (1869–1951), Mitbegründer der J. Weck GmbH, Reichstagsabgeordneter
- Adolf Glattacker (1878–1971), in Wehr geborener Kunstmaler, Ehrenbürger der Stadt
- Arthur Allgeier (1882–1952), Ordinarius für Altes Testament der Universität Freiburg von 1919 bis 1951
- Erna Honigberger (1894–1974), Konzertgeigerin und Musikpädagogin, Lehrerin und Entdeckerin von Anne Sophie Mutter
- Ernst Honigberger (1885–1974), Maler und Kunsthistoriker
- Julius Wilser (1888–1949), Geologe und Hochschullehrer
- Emmy Meyer-Laule (1899–1985), Politikerin (SPD), MdB, wurde in Wehr geboren.
- Lothar Weiss (1929–2006), Maler, Grafiker und Holzschneider
- Martin Schanche (* 1945), 6-facher Rallycross-Europameister, leiblicher Sohn des Öflinger 2.-WK-Jagdfliegers Martin Wunderle.
- Markus Manfred Jung (* 1954), Dichter und Schriftsteller, lebte etwa 20 Jahren in Wehr.
- Anne-Sophie Mutter (* 1963) ist in Wehr aufgewachsen und Ehrenbürgerin der Stadt.
- Uwe Wassmer (* 1966), in Wehr geborener und aufgewachsener Fußballspieler (u. a. beim FC Schalke 04, SC Freiburg), begann seine Laufbahn beim FC Wehr 1912.
- Torsten Götz (* 1968), Koch, Gastronom und Fernsehkoch
- Ruwen Faller (* 1980), Leichtathlet der deutschen Nationalmannschaft, war lange Zeit für den TV Wehr aktiv.
- Kai Saaler (* 1986), auf Ultramarathons spezialisierter Mountainbiker, startete in seiner Jugend für den TV Wehr und trainiert bei den Lauffreunden Wehratal.